# Herbert Worch (Versicherungsmanager)
Georg Herbert Worch (* 3. Februar 1882 in Cassel; † 10. April 1953) war ein deutscher Versicherungsmanager. Unter seiner Leitung wuchs die von ihm mitgegründete Deutsche-Herold-Versicherungsgruppe zu einem der größten deutschen Versicherer an.

## Werdegang
Worch war Geschäftsführer des Verbandes der Bestattungsunternehmer. Nachdem im Verband bereits kurz nach Ende des Ersten Weltkriegs 1919 die Gründung einer eigenen Versicherung vorgeschlagen wurde, mit der die Bevölkerung für die eigene Bestattung vorsorgen konnte, wurde deren Gründung 1921 auf der Verbandssitzung in Hamburg beschlossen.
Die Gründungsversammlung des Deutschen Begräbnis-Versicherungsvereins in Form eines Versicherungsvereins auf Gegenseitigkeit fand am 15. Januar 1922 in Berlin statt, Worch übernahm den Vorsitz der Gesellschaft. Zunächst erfolgte die Versicherungsleistung in Form der Bestattung. Nachdem drei Jahre später das Geschäft auf die klassische  Lebensversicherung ausgeweitet worden war, erfolgte die Umbenennung in Deutscher Begräbnis- und Lebens-Versicherungsverein a.G. Deutscher Herold und 1927 die Umwandlung in eine Aktiengesellschaft. Mit der Übernahme der Spandauer Lebensversicherung 1929 avancierte der Versicherer zu einem der fünf größten Versicherungen Deutschlands, gleichzeitig wurde das Unternehmen in Deutscher Herold Volks- und Lebensversicherung AG umbenannt.
Nach dem Zweiten Weltkrieg siedelte Worch 1947 mit der Deutschen Herold Volks- und Lebensversicherung nach Bonn über, drei Jahre später wurde unter seiner Verantwortung durch die Übernahme der Hamburger Allgemeine-Versicherung das Geschäft auf Sachversicherungen ausgeweitet und nach der Umfirmierung in Deutscher Herold Allgemeine-Versicherung damit die Grundlage für die Gruppe gelegt. Bis zu seinem Tod 1953 leitete er das Unternehmen, abschließend übernahm sein Schwiegersohn Willy Günther die Unternehmensleitung. Worch liegt auf dem Bonner Südfriedhof begraben.
1997 gründeten Worchs Nachfahren die gemeinnützige Herbert-Worch-Stiftung, die sich der Förderung der medizinischen Forschung widmet.
Die von Worch 1925 erbaute Villa in der Zeltinger Straße in Berlin-Frohnau war später Treffpunkt der NSDAP-Ortsgruppe und wurde nach dem Zweiten Weltkrieg als Offizierskasino der französischen Streitkräfte und später als Sitz eines französischen Kulturzentrums genutzt.